# Cincinnati Bengals
Cincinnati Bengals er et amerikansk fodboldhold, der spiller i NFL i divisionen AFC North. Holdet har base i Cincinnati, Ohio. Bengals har aldrig vundet Super Bowl, men var i finalen i 1981, 1988 og 2021. Holdet blev grundlagt af Paul Brown, som klubbens hjemmebane er opkaldt efter. Bengals var inden 2021, senest i Playoffs i sæsonen 2005, hvor de blev slået ud i første runde af Pittsburgh Steelers, som senere vandt Super Bowl.
Bengals sluttede sæson 2006 med en score på 8-8 (8 sejre og 8 nederlag) og kunne med en sejr i sidste kamp mod Pittsburgh Steelers være kommet med i playoffs på sidste mandat i AFC, men Bengals kicker Shayne Graham brændte et forholdsvis nemt fieldgoal med få sekunder tilbage af kampen; kampen gik i OT (overtime), hvor Pittsburgh Steelers scorede touchdown, og dermed endte Bengals sæson 2006.